# مارغريتا (المعلم ومارغريتا)
مارغريتا (بالروسية: Маргарита) شخصية خيالية هي بطلة رواية المعلم ومارغريتا للكاتب الروسي ميخائيل بولغاكوف، وحبيبة المعلم التي أطلقت عليه لقبه.
الأصل الرئيسي لشخصية مارغريتا هو زوجة بولغاكوف الثالثة إيلينا سيرجيفينا؛ التي كانت زوجة جنرال روسي قبل أن تلتقي بولغاكوف وتتزوجه. وتتشابه قصة المعلم ومارغريتا تشابها شديداً مع قصتهما. ولمارغريتا أصل أدبي في شخصية غريتشن مارغريث في فاوست غوته، ويشير فولند في الفصل الثاني والعشرين إلى الملكة الفرنسية مارغريت دو فالوا التي بدأ زواجها من هنري السادس الأحداث التي أدت إلى مذبحة يوم القديس بارثولوميو.
لا يُذكر اسم مارغريتا في الرواية إلا في الجزء الثاني، وقبل ذلك أقسم المعلم ألا يبوح باسمها.
تقبل مارغريتا، التي تفتقد المعلم بشدة وتبحث عنه، دعوة عزازيلو إلى حفلة الشيطان، وتتحول إلى ساحرة في ليلة والبرجا لتنتقم للمعلم من الذين آذوه وتسببوا في دخوله مستشفى الأمراض العقلية، تصبح ملكة الحفلة، وكمكافأة لها يستحضر فولند المعلم، ويعيد إليه روايته المحترقة، ثم يأخذهما معاً بأمر المسيح إلى الملاذ الأبدي حيث يمكنهما أن ينعما بالطمأنينة.

## إشارات
1. ↑  شخصية مارغريتا في موقع رواية المعلم ومارغريتا التابع لجامعة مدلبري نسخة محفوظة 03 يوليو 2017 على موقع واي باك مشين.
2. ↑  نفسه

المعلم ومارغريتا لبولغاكوف

الشخصيات: المعلم | مارغريتا | فولند | بيلاطس البنطي | يشوع الغناصري | كرفيوف/فاغوت | بهيموث | إيفان بزودمني

الأمكنة: الشقة رقم خمسين | شارع السادوفايا | مسرح المنوعات | بيت غريباييدف | مصح الدكتور سترافنسكي

الأحداث الهامة: السحر الأسود وفضحه | حفلة الشيطان الكبرى

متعلقات: قائمة شخصيات المعلم ومارغريتا | قائمة الأمكنة في المعلم ومارغريتا